# Ивановский троллейбус
Ивановский троллейбус — система троллейбусного транспорта города Иваново (один из маршрутов проходит также по городу Кохма). Эксплуатация открыта 5 ноября 1962 года. Первая троллейбусная линия проходила по маршруту «Государственный завод испытательных приборов» (ГЗИП, ныне ТЦ «СтройЭкспо») — «Площадь Багаева» (ныне площадь Победы).

## Официальная организация
Эксплуатацию троллейбусной сети осуществляет единственное троллейбусное депо МУП «Ивановский пассажирский транспорт», расположенное по адресу: Лежневская улица, д. 181. Директор предприятия — Фёдоров Владимир Владимирович.

## Маршруты

Карта троллейбусных маршрутов Иваново (2022)

В Иванове эксплуатируются 11 троллейбусных маршрутов. Два из них (№№ 1, 9) были запущены в 2000-х годах при постройке новых троллейбусных линий для частичной замены наиболее загруженных трамвайных маршрутов №№ 1, 2 соответственно):
| №                 | Конечные остановочные пункты                                                            |
| Открытые маршруты | Открытые маршруты                                                                       |
| ----------------- | --------------------------------------------------------------------------------------- |
| 1                 | Железнодорожный вокзал — 3-я Сосневская улица                                           |
| 2                 | Железнодорожный вокзал — 1-я Санаторная улица                                           |
| 3                 | Железнодорожный вокзал (кольцевой)                                                      |
| 4                 | Местечко Отрадное (кольцевой)                                                           |
| 5                 | Местечко Курьяново — Меланжевый комбинат                                                |
| 6                 | Железнодорожный вокзал — Кохма (Октябрьская площадь, с 27 декабря 1970 года)            |
| 7                 | Пустошь Бор — Микрорайон «Рождественский»                                               |
| 8                 | Местечко Афанасово — Областная детская больница                                         |
| 9                 | Железнодорожный вокзал — Энергоуниверситет                                              |
| 10                | Станция «Текстильный» — Микрорайон «Рождественский»                                     |
| 11                | Железнодорожный вокзал — Аэропорт                                                       |
| Закрытые маршруты |                                                                                         |
| 1                 | Площадь Пушкина — Онкодиспансер (существовал до 2000-х)                                 |
| 12                | Железнодорожный вокзал — Областная больница (существовал несколько месяцев в 1999 году) |

### Проекты
Строится ветка от Кохомского шоссе по проспекту 70-летия Победы до конечной «Микрорайон Суховка».
Ветка построена 1 июля. По ней следуют троллейбусы 7-го и 10-го маршрутов, конечные которых были перенесены с остановок «Областная детская больница» и «Областная больница» соответственно.
В 90-х было заброшено строительство новой ветки по ул. Фрунзе.

## Стоимость проезда[2]
Стоимость проезда за наличный расчёт с 01.01.25 составляет 30 рублей.
Карты платёжных систем к оплате принимают. Стоимость: 15,75/21 рубль.
К оплате принимаются электронные транспортные карты с различными тарифами.
Тарифы действуют только на троллейбусных маршрутах города Иваново.
По тарифу «Пересадка» стоимость проезда на троллейбусных маршрутах составляет 26 рубль. Тариф позволяет совершить одну пересадку на другой маршрут в течение 45 минут с момента регистрации поездки без дополнительной оплаты.
По тарифу «Поездка+» можно бесплатно совершить каждую 4 (четвертую) поездку.     
Стоимость: 78 рублей за 4 поездки = 19,50 рублей за 1 поездку.
По тарифу «1 день» за 70 рублей можно совершать неограниченное количество поездок в течение дня (до 23 ч.59 мин.59 сек. дня регистрации первой поездки).
По тарифу «7 дней» за 494 рубля можно совершать неограниченное количество поездок в течение одной недели с момента регистрации первой поездки (до 23ч. 59мин. 59 сек. седьмого дня).
По тарифу «Один месяц» за 1 341 рубль можно совершать неограниченное количество поездок в течение одного месяца с момента регистрации первой поездки (до 00ч. 00мин. 00сек. того же дня следующего месяца, либо если такого дня нет, то 23ч. 59мин. 59сек. последнего дня следующего месяца).
При получении новой транспортной карты к стоимости выбранного электронного проездного билета необходимо добавлять залоговую стоимость транспортной карты – 50 рублей. Далее оплачиваются только проездные билеты.
Получить транспортную карту на троллейбус по залоговой стоимости и записать на нее электронный проездной билет согласно утвержденным тарифам, можно в МУП «ИПТ» г. Иваново, ул. Лежневская, д. 181 каб. №3 (отдельный вход с пр. Строителей), а также в 87 пунктах по приему коммунальных платежей ОАО «Единый расчетный центр», расположенных во всех районах г. Иваново.

## Парки
- Троллейбусное депо № 1 обслуживает все троллейбусные маршруты, а также несколько маршрутов муниципального автобуса, выполняет капитальный ремонт троллейбусов. Депо находится по адресу: Лежневская ул., 181.
- Троллейбусное депо № 2 (бывшее трамвайное депо) обслуживало маршруты 1, 8, 9. Троллейбусная площадка функционировала с 1 декабря 2007 по 31 июля 2012 года. Находилась по адресу: проспект Ф. Энгельса(Ныне пр-т Шереметевский), 116.

## Капитально-восстановительный ремонт
Ранее на базе троллейбусного депо была открыта площадка по проведению КВР для Ивановских троллейбусов, а также по заказу для других городов. Продукция обоих депо отличалась. Среди заказчиков числятся: Брянск, Великий Новгород, Дзержинск, Екатеринбург, Киров, Ковров, Красноярск, Курск, Ленинск-Кузнецкий, Мурманск, Нижний Новгород, Пермь, Подольск, Рыбинск. В 2016 году проведение КВР было прекращено.

## Подвижной состав

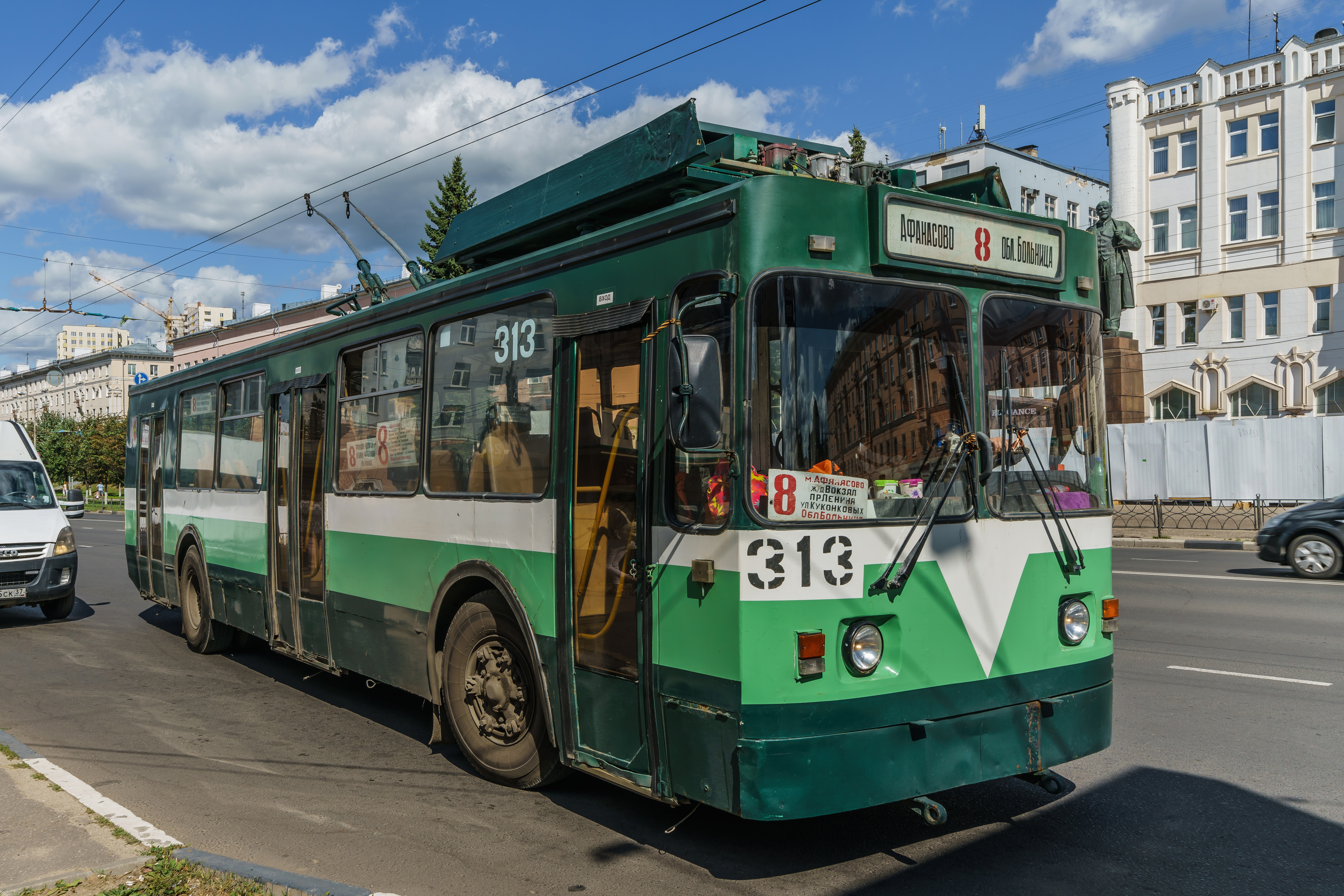
ЗИУ-682

эксплуатирующийся подвижной состав :
| ПКТС-6281.00 «Адмирал»                 | 39 / 36 |
| ЗиУ-682 КР Иваново                     | 22 / 18 |
| ЗиУ-682В [В00]                         | 7 / 7   |
| ЗиУ-682Г [Г00]                         | 8 / 7   |
| УТТЗ-6241-10-02 «Горожанин»            | 5 / 5   |
| ЛиАЗ-5280                              | 4 / 2   |
| ЗиУ-682В                               | 2 / 2   |
| ЗиУ-682Г-018 [Г0Р]                     | 3 / 3   |
| ЗиУ-682ГМ1 (с широкой передней дверью) | 1 / 1   |
| Тролза-5275.07 «Оптима»                | 3 / 3   |
| ЗиУ-682В-012 [В0А]                     | 2 / 2   |
| ЗиУ-682ГМ1                             | 1 / 1   |
| Тролза-5275.05 «Оптима»                | 1 / 1   |
| Тролза-5275.05 «Оптима» (КР МТрЗ)      | 1 / 1   |
| УТТЗ-6241-10 «Горожанин»               | 1 / 1   |

Списанный подвижной состав :
| Модель                     |
| -------------------------- |
| БКМ 20101                  |
| ВЗТМ-5284.02               |
| ВЗТМ-5290                  |
| ВМЗ-5298.01 (ВМЗ-463)      |
| ЗиУ-5                      |
| ЗиУ-5Г                     |
| ЗиУ-5Д                     |
| ЗиУ-682 (ВМЗ)              |
| ЗиУ-682 (УРТТЗ)            |
| ЗиУ-682                    |
| ЗиУ-682Б                   |
| ЗиУ-682В10                 |
| ЗиУ-682Г-012 [Г0А]         |
| ЗиУ-682Г-014 [Г0Е]         |
| ЗиУ-682ГМ                  |
| КТГ-2                      |
| МАЗ-206Т                   |
| Тролза-6206.00 «Мегаполис» |

Источник : https://transphoto.org/show.php?cid=61&t=2

## «Wi-Fi ЭпидемиЯ»
В 2011 году в рамках проекта «Wi-Fi ЭпидемиЯ» все троллейбусы были оборудованы бесплатными точками доступа к Интернету с помощью беспроводной технологии Wi-Fi. Позднее всё оборудование демонтировано с подвижного состава.